# Przełączka przy Kopie
Przełączka przy Kopie (ok. 1775 m) – przełęcz w północno-zachodniej grani Ciemniaka w polskich Tatrach Zachodnich, pomiędzy Chudą Turnią (1858 m) a Upłaziańską Kopą (1796 m). Jest to szerokie, trawiaste i płytkie siodło. Północno-wschodnie stoki spod przełęczy opadają do Małej Świstówki w Dolinie Miętusiej. Górą są trawiaste i mało strome, ale do Małej Świstówki opadają kamiennym urwiskiem. Stoki południowo-zachodnie opadają do Zadniego Kamiennego i znajduje się w nich płytki żleb mający wylot wprost w płaskim dnie jego kotła.
Rejon przełęczy zbudowany jest ze skał dolomitowo-wapiennych. Dawniej był wypasany, wchodził w skład Hali Upłaz. Obecnie przebiega przez przełęcz zimowy szlak turystyczny. Latem biegnie on poniżej, we wschodnich stokach przełęczy i Upłaziańskiej Kopy, natomiast zimą ze względu na zagrożenie lawinowe szlak ten prowadzi przez Chudą Turnię, Przełączkę przy Kopie i ściśle granią Upłaziańskiej Kopy pomiędzy Źródliskami i Narciarskim Żlebem.

## Szlaki turystyczne
– czerwony szlak turystyczny z Cudakowej Polany w Dolinie Kościeliskiej przez polanę Upłaz, Przełączkę przy Kopie i Chudą Przełączkę na Ciemniak (trasa zimowa)